# Panorpa consuetudinis
Panorpa consuetudinis är en näbbsländeart som beskrevs av Robert Evans Snodgrass 1927. Panorpa consuetudinis ingår i släktet Panorpa och familjen skorpionsländor. Inga underarter finns listade i Catalogue of Life.